# 聖胡安德亞納克區
13°12′40″S 75°47′13″W / 13.2110°S 75.7869°W
聖胡安德亞納克區（西班牙語：Distrito de San Juan de Yanac）是秘魯的一個區，位於該國中南部伊卡大區的欽查省，始建於1965年2月12日，面積500.4平方公里，海拔高度2,550米，2012年人口372，人口密度每平方公里0.74人。